# Petit Trianon
 Der er for få eller ingen kildehenvisninger i denne artikel, hvilket er et problem. Du kan hjælpe ved at angive troværdige kilder til de påstande, som fremføres i artiklen.

Trianon Petit er et lille slot ved Versailles-slottet i Frankrig.

## Design og konstruktion
Slottet er designet af arkitekt Ange-Jacques Gabriel på foranledning af Louis 15. til kongens elskerinde, Madame de Pompadour, og blev opført mellem 1762 og 1768. Madame de Pompadour døde fire år før byggeriets færdiggørelse, og det overgik til hendes efterfølger, Madame du Barry. Efter sin tiltrædelse til tronen i 1774 forærede den dengang 20-årige Louis 16. slottet og parken til sin 19-årige dronning Marie Antoinette til fornøjelse. Marie længtes efter at slippe bort fra Louis og forpligtelserne ved hoffet.
Slottet i Petit Trianon er et berømt eksempel på overgangen fra rokokostilen fra
den midterste del af det 18. århundrede til den mere nøgterne Nyklassicisme fra 1760'erne.
Grundlæggende er Petit Trianon interessant i kraft af sine fire facader, hver gennemtænkt i forhold til den del af ejendommen de støder ud til. Den korintiske orden fremhersker med to løsrevne og to halvt løsrevne søjler på siden ud til barokhaven og pilastre mod både gårdhaven og området, hvor Louis XV's drivhuse tidligere lå. De andre facader blev blotlagt med udsigt over kongens forhenværende botaniske have. Trappetrin kompenserer for højdeforskellene i slottets skrå grund.
Marie Antoinette brugte ikke kun Petit Trianon for at slippe for hoflivets formaliteter, men også for at afryste sig byrden af sine royale forpligtelser. På Versailles var hun under pres og bedømmelse af familien og hoffet, og Petit Trianon var hendes helle og fristed, hvor hun kunne slappe af. Da alt var "de par la Reine" (efter ordre fra dronningen), havde ingen lov til at komme ind uden dronningens udtrykkelige tilladelse (end ikke, siges det, Louis XVI). Det udelukkede hofadlen, hvilket hun gladelig gjorde, da kun dronningens inderkreds som prinsesse Maria Teresa Luisa af Savojen-Carignan og hertuginde Gabrielle de Polastron af Polignac var inviteret.
Som et hus for intimitet og fornøjelse var bygningen beregnet til så lidt interaktion mellem gæster og ansatte som muligt. Med henblik på det var bordene i salles à manger (spisestuen) mekanisk udtænkt, så de kunne hæves og sænkes gennem gulvet, så tjenestefolkene nedenfor var ude af syne. Bordene blev aldrig bygget, men mærkerne til de mekaniske anordninger kan stadig ses på fundamentet.
I dronningens værelse synliggøres Marie Antoinettes uophørlige behov for privatliv: hendes budoir har opfindsomme spejlbeklædte paneler, som ved et håndtag kan hæves og sænkes for at skjule vinduerne. Hendes soveværelse er med sin enkelthed elegant som hele hendes stil, udstyret med møbler fra de franske kunstsnedkere Georges Jacob og Jean Henri Riesener. Tapetet blev malet af den franske maler Jean-Baptiste Pillement.

## Moberly-Jourdain hændelsen
Moberly-Jourdain hændelsen skal have fundet sted d. 10. august 1901 i haverne omkring Petit Trianon. I 1911 udgav de to engelske akademikere Charlotte Anne Moberly og Eleanor Jourdain synonymt bogen An Adventure, i hvilken de hævdede at have oplevet en tidsforskydelse (time slip) under et besøg på Petit Trianon og angiveligt havde set Marie Antoinette og mange andre fra den tid. Bogen vakte opsigt i offentligheden og afvisning hos kritikerne.